# 網鱗異吻象鼻魚
網鳞異吻象鼻魚，為輻鰭魚綱骨舌魚目象鼻魚科的其中一種，為熱帶淡水魚，分布於非洲南非北部至莫三比克沿岸淡水流域，體呈可達121公分，棲息於水流快速、植被生長茂密的溪流底層水域，具有發電器官，用來偵測獵物，生活習性不明。